# Teatr (czasopismo)
Teatr – polski miesięcznik poświęcony w teatrowi współczesnemu, wydawany od 1945 roku.
W magazynie publikowane są recenzje i omówienia premier w teatrach polskich oraz niektórych zagranicznych, festiwali teatralnych oraz książek poświęconych teatrowi, a także eseje i felietony o tematyce teatralnej

## Historia
Pierwszy numer „Teatru” został wydany w 1945 roku w Krakowie. Regularnie ukazuje się od czerwca 1946 roku. W latach 1952–1981 wychodził jako dwutygodnik (ze względu na opóźnienia w druku i kolportażu na okładce znajdowała się informacja – wychodzi dwa razy w miesiącu). Po okresie zawieszenia w stanie wojennym „Teatr” został wznowiony jako miesięcznik. W latach dziewięćdziesiątych wydawcą miesięcznika był Związek Artystów Scen Polskich. Następnie przez kilka lat wydawcy się zmieniali (m.in. Świat Literacki).
Od 2006 do końca marca 2010 wydawany przez Bibliotekę Narodową jako jedno z czasopism patronackich Ministerstwa Kultury i Dziedzictwa Narodowego, a od 1 kwietnia 2010 przez Instytut Książki. Obecnie nakład wynosi 1520 egzemplarzy. Od 2006 roku redaktorem naczelnym jest Jacek Kopciński.

## Nagrody „Teatru”
Miesięcznik „Teatr” przyznaje dwie prestiżowe nagrody – im. Konrada Swinarskiego i Aleksandra Zelwerowicza.
Ponadto parokrotnie zostały przyznane nagrody specjalne:
- Nagroda Specjalna z okazji sześćdziesięciolecia miesięcznika „Teatr” – Jerzy Jarocki (2006)
- Nagroda Specjalna za całokształt twórczości artystycznej – Danuta Szaflarska (2007)
- Nagroda Specjalna za całokształt twórczości artystycznej – Andrzej Łapicki (2008)
- Nagroda Specjalna za nadzwyczajną twórczą wszechstronność objawioną zarówno w działalności aktorskiej, jak translatorskiej – Jerzy Radziwiłowicz (2009)

### Nagroda im. Konrada Swinarskiego
Od 1976 roku przyznaje nagrodę im. Konrada Swinarskiego dla najlepszego reżysera sezonu.
Laureatami byli Andrzej Wajda (dwukrotnie), Jerzy Jarocki, Maciej Englert, Maciej Prus, Jerzy Krasowski, Mikołaj Grabowski, Janusz Wiśniewski, Krzysztof Babicki, Janusz Nyczak, Tadeusz Bradecki, Andrzej Dziuk i zespół Teatru im. Witkacego w Zakopanem, Krystian Lupa, Zygmunt Hübner, Ryszard Peryt, Jerzy Grzegorzewski (dwukrotnie), Włodzimierz Staniewski i zespół Gardzienice, Kazimierz Kutz, Piotr Tomaszuk, Lech Raczak i zespół Teatru Ósmego Dnia, Jerzy Grotowski, Eimuntas Nekrošius, Grzegorz Jarzyna (dwukrotnie), Henryk Tomaszewski, Jacek Głomb, Marek Fiedor, Paweł Miśkiewicz, Piotr Cieplak, Mariusz Treliński, Krzysztof Warlikowski, Jan Klata.
Z okazji pięćdziesięciolecia miesięcznika „Teatr” (1996) przyznano nagrodę specjalną dla Jerzego Grotowskiego.

### Nagroda im. Aleksandra Zelwerowicza
Od 1984 roku redakcja przyznaje nagrodę im. Aleksandra Zelwerowicza dla najlepszej aktorki i najlepszego aktora.
Nagroda im. Zelwerowicza została ustanowiona w listopadzie 1984 roku przy okazji 24. Festiwalu Polskich Sztuk Współczesnych we Wrocławiu. Jej pierwszym laureatem został Jerzy Kamas. Od razu jednak ustalono, że od roku 1985 nagroda będzie przyznawana za najlepszą rolę kobiecą i męską sezonu.
Laureatkami były Joanna Szczepkowska, Teresa Budzisz-Krzyżanowska (dwukrotnie), Anna Polony, Krystyna Janda, Maria Ciunelis, Maja Komorowska, Ewa Mirowska, Anna Seniuk, Dorota Segda (dwukrotnie), Anna Dymna, Alicja Bienicewicz, Zofia Rysiówna, Magdalena Cielecka, Dominika Ostałowska, Katarzyna Gniewkowska, Halina Skoczyńska, Stanisława Celińska, Renate Jett, Jadwiga Jankowska-Cieślak, Danuta Stenka, Maja Ostaszewska, Dominika Kluźniak.
Laureatami byli Jerzy Kamas, Tadeusz Łomnicki (dwukrotnie), Zbigniew Zapasiewicz (dwukrotnie), Jan Peszek, Igor Przegrodzki, Kazimierz Kaczor, Jan Frycz, Jerzy Radziwiłowicz (dwukrotnie), Jerzy Trela (dwukrotnie), Andrzej Hudziak, Zbigniew Zamachowski, Jan Englert, Władysław Kowalski, Gustaw Holoubek, Mariusz Benoit, Ignacy Gogolewski, Wojciech Pszoniak, Krzysztof Globisz, Mariusz Bonaszewski, Adam Woronowicz, Andrzej Zieliński, Andrzej Chyra, Ireneusz Czop.
Z okazji pięćdziesięciolecia miesięcznika „Teatr” (1996) przyznano nagrodę specjalną dla Zofii Rysiównej i Gustawa Holoubka.
W 2009 roku wyjątkowo przyznano nagrodę im. Zelwerowicza zespołowi Teatru Narodowego za wybitne dzieło zbiorowe.

## Redaktorzy naczelni
- Jan Nepomucen Miller, 1946–1947
- Kolegium redakcyjne, 1947–1952; w latach 1948–1949 na jego czele stał Leon Schiller; w latach 1949–1951 Jan Alfred Szczepański (przez większą część roku 1951 kierował miesięcznikiem razem ze Stanisławem Witoldem Balickim).
- Edward Csató, 1952–1968
- Jerzy Koenig, 1968–1972
- Witold Filler, 1972–1975
- Henryk Bieniewski, 1975–1981
- Jerzy Sokołowski, 1982–1990
- Andrzej Wanat, 1990–1996
- Janusz Majcherek, 1996–2006
- Jacek Kopciński, 2006-?
- Tomasz Plata, od 2025